# Centro APICE
Il Centro APICE (Archivi della Parola, dell'Immagine e della Comunicazione Editoriale) è un centro di ricerca dell'Università degli Studi di Milano dedicato alla letteratura, all'arte e all'editoria del Novecento.
Concepito come polo di ricerca multidisciplinare sulla cultura dell'età moderna e contemporanea, a metà tra un archivio e una biblioteca, APICE conserva tra i suoi scaffali materiali quali le carte personali di scrittori e artisti contemporanei, gli archivi di case editrici e le biblioteche di collezionisti privati.

## Storia
Il Centro APICE (Archivi della Parola, dell'Immagine e della Comunicazione Editoriale) è nato nell'ottobre del 2002 come centro di ricerca dell'Università degli Studi di Milano con la funzione di raccogliere, conservare e valorizzare fondi bibliografici e archivistici di particolare interesse scientifico, pregio e rarità.
Inizialmente costituito da un primo nucleo di fondi bibliografici già posseduti dall'Università e da una serie di nuove raccolte acquistate, donate o ricevute in comodato, il centro è caratterizzato da un'impostazione multidisciplinare che abbraccia ambiti quali la letteratura, l'arte, il teatro. In appena dieci anni, il suo patrimonio è cresciuto grazie a successive donazioni e acquisizioni, arrivando a custodire oltre cinquanta fondi librari e archivistici.
Impegno prioritario del Centro è quello di catalogare e inventariare i materiali delle collezioni acquisite, oggi in gran parte disponibili online.

## Patrimonio
Di seguito si trova un elenco delle collezioni del Centro APICE con una sintetica indicazione dell'ambito d'interesse del fondo o archivio. Per maggiori informazioni si rimanda al sito.
- Album de la Pléiade: editoria;
- Archivio Alcorn: grafica e illustrazione, fotografia;
- Fondo Alfieri: collezionismo, libri antichi, medicina;
- Archivio Antonielli: letteratura, editoria, giornalismo, saggistica, corrispondenza;
- Archivio Barbiellini Amidei: giornalismo, corrispondenza, saggistica;
- Archivio Berrini: teatro, letteratura, corrispondenza;
- Fondo Bompiani: letteratura, editoria, biblioteca personale, archivio personale;
- Archivio Bonfanti: letteratura, corrispondenza, saggistica, biblioteca personale;
- Fondo Borlenghi: letteratura, corrispondenza, saggistica, biblioteca personale;
- Fondo BUR Rizzoli: letteratura, editoria;
- Collezione Spartaco Cadioli: ex libris;
- Archivio Calvi: familiare, fotografia;
- Fondo Aldo Carpi e Maria Arpesani: corrispondenza, grafica e illustrazione, fotografia, altro;
- Archivio Pinin Carpi - giornalismo, editoria, grafica e illustrazione, letteratura per l'infanzia;
- Archivio Cartiere: grafica, archivi d'impresa;
- Fondo Cattafi: poesia, corrispondenza, biblioteca personale;
- Archivio Cederna - editoria, corrispondenza;
- Fondo Cisari: grafica e illustrazione, ex libris;
- Archivio Teatro Colla: teatro, corrispondenza, fotografia, bozzetti;
- Archivio Guido da Verona: letteratura, corrispondenza, teatro, saggistica, cinema;
- Fondo Edizioni della Meridiana: editoria;
- Fondo Franci: letteratura, collezionismo;
- Fondo Gandini: editoria, corrispondenza, grafica e illustrazione, letteratura per l'infanzia, fumetti;
- Fondo Gerbi: collezionismo, libri antichi, biblioteca personale;
- Archivio Giudici: letteratura, poesia, giornalismo, corrispondenza, saggi;
- Archivio Lagorio: letteratura, editoria, giornalismo, corrispondenza, teatro, saggi, altro;
- Archivio 'La Notte': giornalismo, grafica e illustrazione, fotografia, cinema;
- Fondo Lucini: editoria, grafica e illustrazione;
- Fondo Marengo: giornalismo, grafica e illustrazione, collezionismo;
- Archivio Mauri Ottieri: editoria, corrispondenza;
- Archivio Milano Libri: giornalismo, corrispondenza, editoria, fumetti;
- Fondo Monanni: editoria, storia, corrispondenza;
- Fondo Mucchi: letteratura, giornalismo, corrispondenza, grafica e illustrazione, saggistica, biblioteca personale;
- Fondo Mugnaini: editoria;
- Archivio Pirola: editoria;
- Fondo Porta: letteratura, poesia, giornalismo, corrispondenza, teatro, saggistica, biblioteca personale;
- Fondo Rapisarda: collezionismo, ex libris;
- Collezione '900 Sergio Reggi: letteratura, giornalismo, letteratura per l'infanzia, collezionismo;
- Fondo Ricciardi: letteratura, editoria, corrispondenza;
- Fondo Gualtieri di San Lazzaro e Maria Papa: editoria, giornalismo, grafica e illustrazione, corrispondenza;
- Fondo Scheiwiller: letteratura, editoria, grafica e illustrazione;
- Archivio Schiaffini: corrispondenza, saggistica;
- Archivio Lo Smeraldo. Rivista letteraria e di cultura: letteratura, giornalismo, corrispondenza;
- Archivio Soldati: letteratura, giornalismo, corrispondenza, teatro, cinema;
- Fondo Sonzogno: editoria;
- Fondo Suvin: letteratura, collezionismo, teatro;
- Fondo Valdonega: editoria, archivio d'impresa;
- Fondo Vecchia: grafica e illustrazione, saggistica, letteratura, collezionismo;
- Fondo Vigevani: letteratura, editoria, corrispondenza;
- Fondo Vittorini: letteratura, editoria, giornalismo, corrispondenza, biblioteca personale;
- Fondo Wick: grafica e illustrazione, letteratura per l'infanzia, collezionismo;
- Fondo Zetti: ex libris;
- Archivio storico dell'Università.

## Iniziative culturali
La conservazione del patrimonio archivistico e librario è accompagnata dalla sua valorizzazione per stimolarne lo studio e la ricerca. 
Uno degli strumenti principali con cui il Centro raggiunge questo scopo è la produzione e diffusione di alcune pubblicazioni, tra cui i Quaderni di Apice, le Strenne di Ateneo, gli atti delle giornate di studio e il Bollettino delle novità.
Nel corso degli anni, APICE ha partecipato a numerosi convegni organizzati dall'Università degli Studi di Milano dedicati ai grandi protagonisti della nostra cultura.
I materiali conservati, infine, sono stati dati in prestito per la realizzazione di mostre in musei e palazzi d'esposizione quali il Museo del Novecento di Milano, il Palazzo Reale di Milano, il Museo d'arte moderna e contemporanea di Trento e Rovereto, la Biblioteca nazionale braidense di Milano, la Biblioteca Classense di Ravenna e tanti altri.